# Tetraponera simplex
Tetraponera simplex är en myrart som först beskrevs av Mayr 1868.  Tetraponera simplex ingår i släktet Tetraponera och familjen myror. Inga underarter finns listade i Catalogue of Life.